# Пэкульней
Пэкульне́й — горный хребет в Северо-Восточной Сибири, один из краевых цепей Чукотского нагорья. Расположен в центральной части Чукотского автономного округа России.
Название в переводе с чукотского — «нож-гора».
Хребет находится в бассейне реки Анадырь и является водоразделом рек Белой и Танюрер. Протяжённость его составляет около 300 км. Высшая точка — гора Колючая (1381 м). Хребет сложен эффузивными и сланцево-песчаниковыми отложениями мезо-кайнозойского возраста, которые прорваны интрузиями основных пород. В самой высокой средней части массива к северу от горы Белой (1359 м) находится множество больших многолетних снежников и четыре каровых ледника (площадь каждого из них не превышает 0,3 км²).
На склонах хребта до высоты 300—500 м господствует мохово-травянистая тундра с редкими кустарниками и кедровым стлаником; выше — лишайниковая каменистая тундра с разреженным растительным покровом.